# Massacre de Kissoufim
Le massacre de Kissoufim se déroule le 7 octobre 2023, au début de l'invasion d'Israël par des terroristes du Hamas, dans le cadre de l'attaque du Hamas contre Israël. Ceux-ci, après avoir pénétré en Israël à partir de la bande de Gaza, perpètrent un massacre dans le kibboutz de Kissoufim en Israël. Le bilan provisoire est de quatorze personnes tuées et quatre personnes enlevées.

## Contexte
Le kibboutz de Kissoufim est situé dans le conseil régional d'Eshkol, au nord-ouest du désert du Néguev, à proximité de la barrière de séparation entre Israël et Gaza. La communauté, fondée en 1951, compte 292 habitants en 2021.

## Attaque
Le 7 octobre 2023, des centaines de terroristes palestiniens appartenant à l'aile militaire du Hamas pénètrent dans le kibboutz de Kissoufim. Ils y perpétuent un massacre et assassinent au moins huit de ses membres, ainsi que six travailleurs thaïlandais. Quatre membres du kibboutz sont kidnappés et les bâtiments du kibboutz subissent d'importants dégâts. L'une des victimes, Gina Semiatich, est une femme de 90 ans. Elle est assassinée par les terroristes du Hamas qui  lui tirent une balle dans la tête, dans son salon.
Le samedi soir, le kibboutz est évacué vers un hôtel de la mer Morte.
Le mardi, Reuven Heinik d'Ashkelon, directeur de la ferme laitière du kibboutz, demande à l'armée l'autorisation d'entrer dans la ferme laitière du kibboutz afin de nourrir les vaches qui n'ont pas reçu de nourriture ni d'eau depuis environ soixante heures. Alors qu'il se trouve dans la salle de traite, un terroriste du hamas qui se cachait sur place l'assassine.